# ديلان ريان
ديلان ريان (بالإنجليزية: Dylan Ryan)‏ هو عازف جاز أمريكي، ولد في 1979.

## روابط خارجية
- ديلان ريان على موقع أول ميوزيك (الإنجليزية)